# Kondensationsturbine

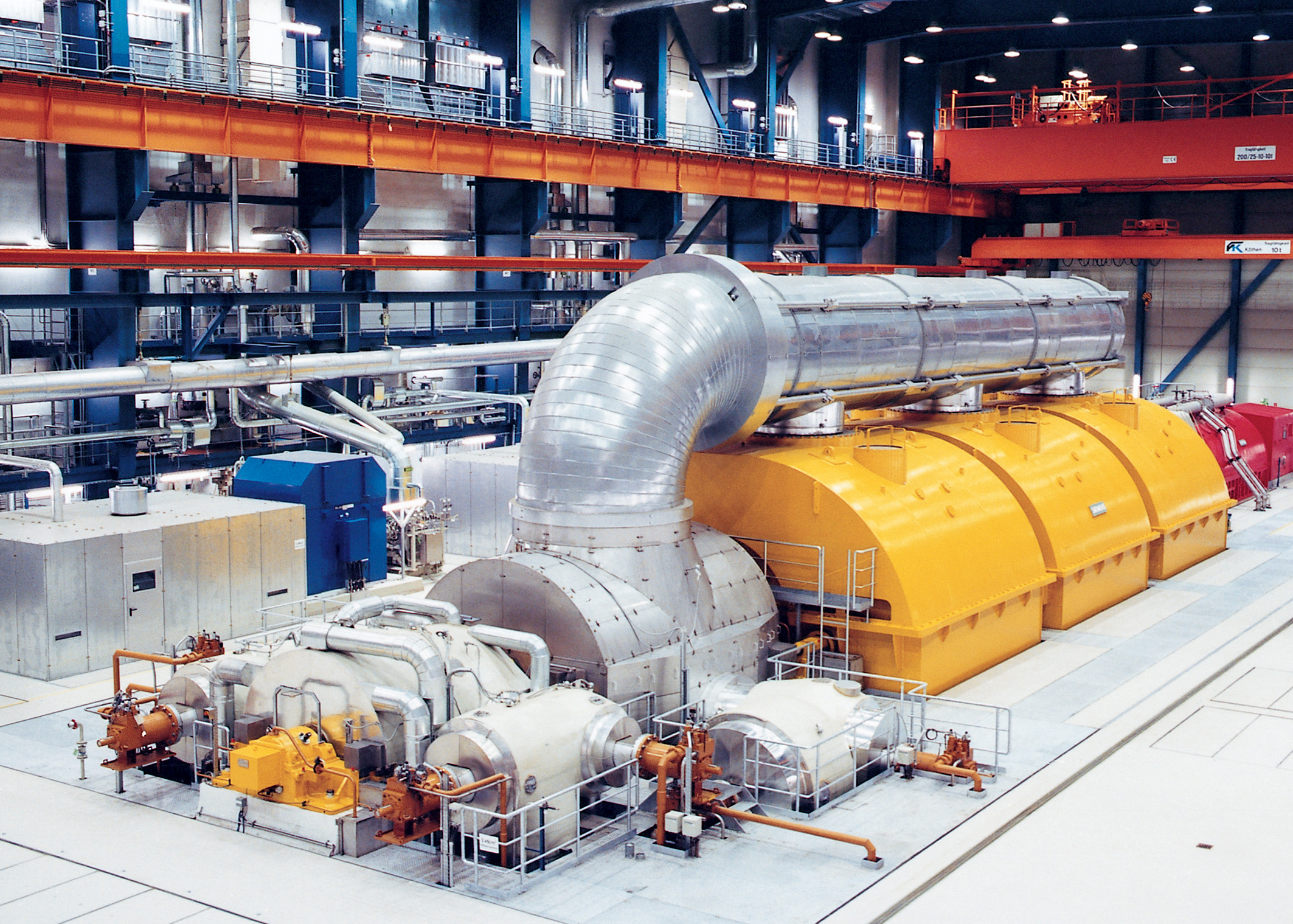
Ein typischer Turbosatz mit Kondensationsturbine (HD-, MD- und 3 ND-Teilturbinen [gelb] sowie Generator [rot])

Eine Kondensationsturbine ist eine Niederdruck-Dampfturbine, in der der Dampf bis zum Sattdampf-Zustand oder sogar bis ins Nassdampf-Gebiet hinein entspannt wird, so dass Kondensation im Abdampf eintritt.
Die Kondensationsturbine stellt somit das Gegenstück zur Gegendruckturbine dar, bei der Abdampf im Überdruck-Bereich und überhitzt entnommen wird, etwa, um ihn als Prozessdampf zu nutzen (Kraft-Wärme-Kopplung).
Die Kondensationsturbine ist die übliche Bauform von Dampfturbinen in Dampfkraftwerken zur Stromerzeugung. Der Turbine wird ein Kondensator nachgeschaltet, der eine möglichst niedrige Temperatur und somit einen möglichst niedrigen Gegendruck (Unterdruck) erzeugt. So werden maximale Energieausbeute und maximaler Wirkungsgrad erreicht.
Da bei der isentopen Expansion der Dampf auf ein sehr hohes spezifisches Volumen expandiert werden muss, müssen Kondensationsturbinen sehr große Abdampfvolumenströme bewältigen,  und dadurch sehr große Abdampfquerschnitte und sehr lange Endschaufeln haben. Die hohe Umfangsgeschwindigkeit der Schaufeln in Verbindung mit den Kondensattröpfchen im Dampf kann zu Tropfenerosion führen. Die Oberfläche der Endschaufeln wird daher üblicherweise gehärtet oder beschichtet.    